# Tomáš Pekhart
Tomáš Pekhart (Sušice, 26 maggio 1989) è un calciatore ceco, attaccante del Legia Varsavia.

## Carriera

### Club
Nato a Sušice, Cecoslovacchia, iniziò la carriera nella squadra del suo paese, il TJ Sušice e ha anche giocato per il TJ Klatovy prima di unirsi allo Slavia Praga nel 2003. Nello stesso periodo Pekhart è convocato dalla selezione ceca under-17 con cui gioca la finale del campionato europeo di calcio Under-17 del 2006 contro la Russia. A quel livello nel 2005-06 ha segnato 7 volte in 18 partite giocate.
Pekhart arriva al Tottenham dallo Slavia Praga nell'estate del 2006. Nella sua prima stagione, Pekhart realizza 19 goal in 20 partite, nella primavera del Tottenham. Soltanto un infortunio gli impedì di migliorare questo record di marcature. Ha segnato anche nell'amichevole tra le riserve del Tottenham e i francesi del Lens nel novembre del 2006.
Nell'agosto del 2008, Pekhart ha giocato in prestito al Southampton, in Championship, fino a gennaio del 2009. Fece la sua prima apparizione in questo campionato il 14 settembre entrando a partita in corso, contro i Queens Park Rangers, partita che finì 4-1 per gli hoops. Segnò il suo primo goal con il Southampton nel pareggio casalingo contro l'Ipswich Town. Ritornò al Tottenham nel gennaio del 2009 per poi ritornare, l'ultimo giorno di mercato, in prestito allo Slavia Praga fino al gennaio successivo.
Il 12 gennaio 2010 l'FK Jablonec conferma, con una nota sul proprio sito ufficiale, la chiusura della trattativa per Pekhart, con la firma di un contratto da 3 anni e mezzo per una cifra non rivelata. Comunque dopo solo metà anno, arriva in prestito allo Sparta Praga, nella Gambrinus Liga. Successivamente firma un contratto per il Norimberga, con effetto a partire dal 1º luglio 2011.

### Nazionale
Pekhart ha rappresentato la sua nazione a livello giovanile. In seguito ha rappresentato il suo Paese nella Coppa del Mondo U-20 del 2007 in Canada come il giocatore più giovane nella sua squadra avendo solo 18 anni. Ha giocato tutte e 7 le partite del torneo compresa la finale contro l'Argentina, persa poi dai cechi grazie a un goal di Zarate a 4 minuti dalla fine.
Detiene il record di miglior marcatore nella nazionale di calcio della Repubblica Ceca Under-21, con 16 goal. È anche stato convocato nella nazionale U-21 ceca per il campionato europeo di calcio Under-21 2011 dove la nazionale ceca è stata battuta nella finale del 3º e 4º posto dalla Bielorussia. In questa competizione ha anche segnato contro l'Inghilterra durante la fase a gironi.Pekhart, una volta subentrato all'83', firma di destro il goal che permette alla sua nazionale di vincere la partita contro gli inglesi; questi ultimi dopo essere passati in vantaggio vengono rimontati dai cechi negli ultimi cinque minuti di gara (compreso il recupero).
È stato convocato per la prima volta nella nazionale maggiore il 22 maggio 2010, nella partita contro la Turchia.

## Statistiche

### Presenze e reti nei club
Statistiche aggiornate al 9 maggio 2025.
| Stagione                 | Squadra                  | Campionato               | Campionato | Campionato | Coppe nazionali | Coppe nazionali | Coppe nazionali | Coppe continentali | Coppe continentali | Coppe continentali | Altre coppe | Altre coppe | Altre coppe | Totale | Totale |
| Stagione                 | Squadra                  | Comp                     | Pres       | Reti       | Comp            | Pres            | Reti            | Comp               | Pres               | Reti               | Comp        | Pres        | Reti        | Pres   | Reti   |
| ------------------------ | ------------------------ | ------------------------ | ---------- | ---------- | --------------- | --------------- | --------------- | ------------------ | ------------------ | ------------------ | ----------- | ----------- | ----------- | ------ | ------ |
| ago.-nov. 2008           | Southampton              | FLC                      | 9          | 1          | FACup+CdL       | 0+1             | 0+0             | -                  | -                  | -                  | -           | -           | -           | 10     | 1      |
| gen.-giu. 2009           | Slavia Praga             | 1.L                      | 13         | 2          | CRC             | 0               | 0               | CU                 | -                  | -                  | -           | -           | -           | 13     | 2      |
| gen.-giu. 2010           | Jablonec                 | 1.L                      | 14         | 4          | CRC             | 5               | 0               | -                  | -                  | -                  | -           | -           | -           | 19     | 4      |
| lug.-dic. 2010           | Jablonec                 | 1.L                      | 15         | 11         | CRC             | 2               | 4               | UEL                | 1                  | 0                  | -           | -           | -           | 18     | 15     |
| Totale Jablonec          | Totale Jablonec          | Totale Jablonec          | 29         | 15         |                 | 7               | 4               |                    | 1                  | 0                  |             | -           | -           | 37     | 19     |
| gen.-giu. 2011           | Sparta Praga             | 1.L                      | 9          | 7          | CRC             | 0               | 0               | UEL                | 2                  | 0                  | -           | -           | -           | 11     | 7      |
| 2011-2012                | Norimberga               | BL                       | 31         | 9          | CG              | 3               | 1               | -                  | -                  | -                  | -           | -           | -           | 34     | 10     |
| 2012-2013                | Norimberga               | BL                       | 31         | 4          | CG              | 1               | 0               | -                  | -                  | -                  | -           | -           | -           | 32     | 4      |
| 2013-2014                | Norimberga               | BL                       | 23         | 1          | CG              | 0               | 0               | -                  | -                  | -                  | -           | -           | -           | 23     | 1      |
| ago. 2014                | Norimberga               | 2BL                      | 3          | 0          | CG              | 0               | 0               | -                  | -                  | -                  | -           | -           | -           | 3      | 0      |
| Totale Norimberga        | Totale Norimberga        | Totale Norimberga        | 88         | 14         |                 | 4               | 1               |                    | -                  | -                  |             | -           | -           | 92     | 15     |
| 2014-2015                | Ingolstadt 04            | 2BL                      | 12         | 0          | CG              | 0               | 0               | -                  | -                  | -                  | -           | -           | -           | 12     | 0      |
| 2015-gen. 2016           | Ingolstadt 04            | BL                       | 4          | 0          | CG              | 1               | 0               | -                  | -                  | -                  | -           | -           | -           | 5      | 0      |
| Totale Ingolstadt        | Totale Ingolstadt        | Totale Ingolstadt        | 16         | 0          |                 | 1               | 0               |                    | -                  | -                  |             | -           | -           | 17     | 0      |
| gen.-giu. 2016           | AEK Atene                | SLE                      | 9+5        | 3          | CG              | 3               | 0               | -                  | -                  | -                  | -           | -           | -           | 17     | 3      |
| 2016-2017                | AEK Atene                | SLE                      | 23+3       | 9          | CG              | 4               | 3               | UEL                | 1                  | 0                  | -           | -           | -           | 31     | 12     |
| Totale AEK Atene         | Totale AEK Atene         | Totale AEK Atene         | 32+8       | 12         |                 | 7               | 3               |                    | 1                  | 0                  |             | -           | -           | 48     | 15     |
| 2017-2018                | Hapoel Be'er Sheva       | Lh                       | 21+7       | 8+2        | CI+CdL          | 2+4             | 0+0             | UCL+UEL            | 2+5                | 0+0                | SI          | 1           | 1           | 42     | 11     |
| lug.-ago. 2018           | Hapoel Be'er Sheva       | Lh                       | 0          | 0          | CI+CdL          | 0+0             | 0+0             | UCL+UEL            | 1+1                | 0+0                | SI          | 0           | 0           | 2      | 0      |
| Totale Hapoel Beer Sheva | Totale Hapoel Beer Sheva | Totale Hapoel Beer Sheva | 21+7       | 8+2        |                 | 6               | 0               |                    | 9                  | 0                  |             | 1           | 1           | 44     | 11     |
| 2018-2019                | Las Palmas               | SD                       | 14         | 1          | CR              | 1               | 0               | -                  | -                  | -                  | -           | -           | -           | 15     | 1      |
| 2019-gen. 2020           | Las Palmas               | SD                       | 17         | 5          | CR              | 1               | 0               | -                  | -                  | -                  | -           | -           | -           | 18     | 5      |
| Totale Las Palmas        | Totale Las Palmas        | Totale Las Palmas        | 31         | 6          |                 | 2               | 0               |                    | -                  | -                  |             | -           | -           | 33     | 6      |
| feb.-lug. 2020           | Legia Varsavia           | EK                       | 11         | 5          | CP              | 1               | 0               | -                  | -                  | -                  | -           | -           | -           | 12     | 5      |
| 2020-2021                | Legia Varsavia           | EK                       | 25         | 22         | CP              | 3               | 1               | UCL+UEL            | 2+2                | 0+1                | SP          | 1           | 0           | 33     | 24     |
| 2021-2022                | Legia Varsavia           | EK                       | 31         | 9          | CP              | 3               | 0               | UCL+UEL            | 5+5                | 1+0                | SP          | 1           | 0           | 45     | 10     |
| 2022-gen. 2023           | Gaziantep                | SL                       | 12         | 1          | TK              | 1               | 1               | -                  | -                  | -                  | -           | -           | -           | 13     | 2      |
| gen.-giu. 2023           | Legia Varsavia           | EK                       | 13         | 5          | CP              | 3               | 1               | -                  | -                  | -                  | -           | -           | -           | 16     | 6      |
| 2023-2024                | Legia Varsavia           | EK                       | 24         | 8          | CP              | 2               | 1               | UECL               | 11                 | 4                  | SP          | 1           | 0           | 38     | 13     |
| 2024-2025                | Legia Varsavia           | EK                       | 14         | 0          | CP              | 1               | 0               | UECL               | 12                 | 4                  | -           | -           | -           | 27     | 4      |
| Totale Legia Varsavia    | Totale Legia Varsavia    | Totale Legia Varsavia    | 118        | 49         |                 | 13              | 3               |                    | 37                 | 10                 |             | 3           | 0           | 151    | 62     |
| Totale carriera          | Totale carriera          | Totale carriera          | 393        | 117        |                 | 42              | 12              |                    | 50                 | 10                 |             | 4           | 1           | 489    | 140    |

### Cronologia presenze e reti in nazionale
| Cronologia completa delle presenze e delle reti in nazionale ― Rep. Ceca | Cronologia completa delle presenze e delle reti in nazionale ― Rep. Ceca | Cronologia completa delle presenze e delle reti in nazionale ― Rep. Ceca | Cronologia completa delle presenze e delle reti in nazionale ― Rep. Ceca | Cronologia completa delle presenze e delle reti in nazionale ― Rep. Ceca | Cronologia completa delle presenze e delle reti in nazionale ― Rep. Ceca | Cronologia completa delle presenze e delle reti in nazionale ― Rep. Ceca | Cronologia completa delle presenze e delle reti in nazionale ― Rep. Ceca |
| Data                                                                     | Città                                                                    | In casa                                                                  | Risultato                                                                | Ospiti                                                                   | Competizione                                                             | Reti                                                                     | Note                                                                     |
| ------------------------------------------------------------------------ | ------------------------------------------------------------------------ | ------------------------------------------------------------------------ | ------------------------------------------------------------------------ | ------------------------------------------------------------------------ | ------------------------------------------------------------------------ | ------------------------------------------------------------------------ | ------------------------------------------------------------------------ |
| 22-5-2010                                                                | Harrison                                                                 | Turchia                                                                  | 2 – 1                                                                    | Rep. Ceca                                                                | Amichevole                                                               | -                                                                        | 77’                                                                      |
| 10-8-2011                                                                | Oslo                                                                     | Norvegia                                                                 | 3 – 0                                                                    | Rep. Ceca                                                                | Amichevole                                                               | -                                                                        | 77’                                                                      |
| 3-9-2011                                                                 | Glasgow                                                                  | Scozia                                                                   | 2 – 2                                                                    | Rep. Ceca                                                                | Qual. Euro 2012                                                          | -                                                                        | 77’ 90+2’                                                                |
| 6-9-2011                                                                 | Praga                                                                    | Rep. Ceca                                                                | 4 – 0                                                                    | Ucraina                                                                  | Amichevole                                                               | -                                                                        | 58’                                                                      |
| 7-10-2011                                                                | Praga                                                                    | Rep. Ceca                                                                | 0 – 2                                                                    | Spagna                                                                   | Qual. Euro 2012                                                          | -                                                                        | 62’                                                                      |
| 11-10-2011                                                               | Kaunas                                                                   | Lituania                                                                 | 1 – 4                                                                    | Rep. Ceca                                                                | Qual. Euro 2012                                                          | -                                                                        | 59’                                                                      |
| 11-11-2011                                                               | Praga                                                                    | Rep. Ceca                                                                | 2 – 0                                                                    | Montenegro                                                               | Qual. Euro 2012                                                          | -                                                                        | 90+3’                                                                    |
| 15-11-2011                                                               | Podgorica                                                                | Montenegro                                                               | 0 – 1                                                                    | Rep. Ceca                                                                | Qual. Euro 2012                                                          | -                                                                        | 84’                                                                      |
| 29-2-2012                                                                | Dublino                                                                  | Irlanda                                                                  | 1 – 1                                                                    | Rep. Ceca                                                                | Amichevole                                                               | -                                                                        | 88’                                                                      |
| 1-6-2012                                                                 | Praga                                                                    | Rep. Ceca                                                                | 1 – 2                                                                    | Ungheria                                                                 | Amichevole                                                               | -                                                                        | 61’                                                                      |
| 12-6-2012                                                                | Breslavia                                                                | Grecia                                                                   | 1 – 2                                                                    | Rep. Ceca                                                                | Euro 2012 - 1º turno                                                     | -                                                                        | 64’                                                                      |
| 16-6-2012                                                                | Breslavia                                                                | Polonia                                                                  | 0 – 1                                                                    | Rep. Ceca                                                                | Euro 2012 - 1º turno                                                     | -                                                                        | 90+1’ 90+3’                                                              |
| 21-6-2012                                                                | Varsavia                                                                 | Rep. Ceca                                                                | 0 – 1                                                                    | Portogallo                                                               | Euro 2012 - Quarti di finale                                             | -                                                                        | 86’                                                                      |
| 15-8-2012                                                                | Leopoli                                                                  | Ucraina                                                                  | 0 – 0                                                                    | Rep. Ceca                                                                | Amichevole                                                               | -                                                                        | 57’ 90’                                                                  |
| 8-9-2012                                                                 | Copenaghen                                                               | Danimarca                                                                | 0 – 0                                                                    | Rep. Ceca                                                                | Amichevole                                                               | -                                                                        |                                                                          |
| 11-9-2012                                                                | Teplice                                                                  | Rep. Ceca                                                                | 0 – 1                                                                    | Finlandia                                                                | Amichevole                                                               | -                                                                        | 46’                                                                      |
| 12-10-2012                                                               | Plzen                                                                    | Rep. Ceca                                                                | 3 – 1                                                                    | Malta                                                                    | Qual. Mondiali 2014                                                      | 1                                                                        | 81’                                                                      |
| 16-10-2012                                                               | Praga                                                                    | Rep. Ceca                                                                | 0 – 0                                                                    | Bulgaria                                                                 | Qual. Mondiali 2014                                                      | -                                                                        | 58’                                                                      |
| 11-10-2013                                                               | Ta' Qali                                                                 | Malta                                                                    | 1 – 4                                                                    | Rep. Ceca                                                                | Qual. Mondiali 2014                                                      | 1                                                                        | 74’ 90+3’                                                                |
| 21-3-2021                                                                | Tallinn                                                                  | Estonia                                                                  | 2 – 6                                                                    | Rep. Ceca                                                                | Qual. Mondiali 2022                                                      | -                                                                        | 65’                                                                      |
| 27-3-2021                                                                | Praga                                                                    | Rep. Ceca                                                                | 1 – 1                                                                    | Belgio                                                                   | Qual. Mondiali 2022                                                      | -                                                                        | 90+4’                                                                    |
| 8-6-2021                                                                 | Praga                                                                    | Rep. Ceca                                                                | 3 – 1                                                                    | Albania                                                                  | Amichevole                                                               | -                                                                        | 64’                                                                      |
| 22-6-2021                                                                | Londra                                                                   | Inghilterra                                                              | 1 – 0                                                                    | Rep. Ceca                                                                | Euro 2020 - 1º turno                                                     | -                                                                        | 75’                                                                      |
| 24-3-2022                                                                | Solna                                                                    | Svezia                                                                   | 1 – 0 dts                                                                | Rep. Ceca                                                                | Qual. Mondiali 2022                                                      | -                                                                        | 83’                                                                      |
| 16-11-2022                                                               | Olomouc                                                                  | Rep. Ceca                                                                | 5 – 0                                                                    | Fær Øer                                                                  | Amichevole                                                               | -                                                                        | 64’                                                                      |
| 19-11-2022                                                               | Gaziantep                                                                | Turchia                                                                  | 2 – 1                                                                    | Rep. Ceca                                                                | Amichevole                                                               | -                                                                        | 46’                                                                      |
| Totale                                                                   |                                                                          | Presenze                                                                 | 26                                                                       |                                                                          | Reti                                                                     | 2                                                                        |                                                                          |

## Palmarès

### Club

#### Competizioni nazionali
- Campionato tedesco di seconda divisione: 1

Ingolstadt 04: 2014-2015
- Coppa di Grecia: 1

AEK Atene: 2015-2016
- Supercoppa d'Israele: 1

Hapoel Be'er Sheva: 2017
- Campionato israeliano: 1

Hapoel Be’er Sheva: 2017-2018
- Campionato polacco: 1

Legia Varsavia: 2020-2021
- Coppa di Polonia: 2

Legia Varsavia: 2022-2023, 2024-2025
- Supercoppa di Polonia: 1

Legia Varsavia: 2023

### Individuale
- Capocannoniere del campionato polacco: 1

2020-2021 (22 gol)
- Attaccante dell'anno dell'Ekstraklasa: 1

2021